# Pasteur (stacja metra w Buenos Aires)
Pasteur – stacja metra w Buenos Aires, na linii B. Znajduje się pomiędzy stacjami Callao a Pueyrredón. Stacja została otwarta 17 października 1930.